# Округ Ласал (Илиноис)
Округ Ласал (енгл. LaSalle County) је округ у америчкој савезној држави Илиноис.

## Демографија
По попису из 2010. године број становника је 113.924, што је 2.415 (2,2%) становника више него 2000. године.
| Група             | 2000.           | 2010.           |
| Белци             | 102.444 (91,9%) | 100.545 (88,3%) |
| Афроамериканци    | 1.723 (1,5%)    | 2.186 (1,9%)    |
| Азијати           | 598 (0,5%)      | 762 (0,7%)      |
| Хиспаноамериканци | 5.791 (5,2%)    | 9.135 (8,0%)    |
| Укупно            | 111.509         | 113.924         |